# Tangyao Subglacial Mountains
Die Tangyao Subglacial Mountains (englisch, chinesisch 唐尧冰下山, Pinyin Táng Yáo Bīng Xià Shān – „Kaiser-Yao-Subglazialgebirge“) sind ein komplett vom antarktischen Eisschild überdecktes Gebirge im Sektor des ostantarktischen Prinzessin-Elisabeth-Lands. Sie liegen ostsüdöstlich der Grove Mountains.
Chinesische Wissenschaftler benannten das Gebirge 2020. Namensgeber ist Yao, einer der legendären Urkaiser Chinas. 